# Kavastu

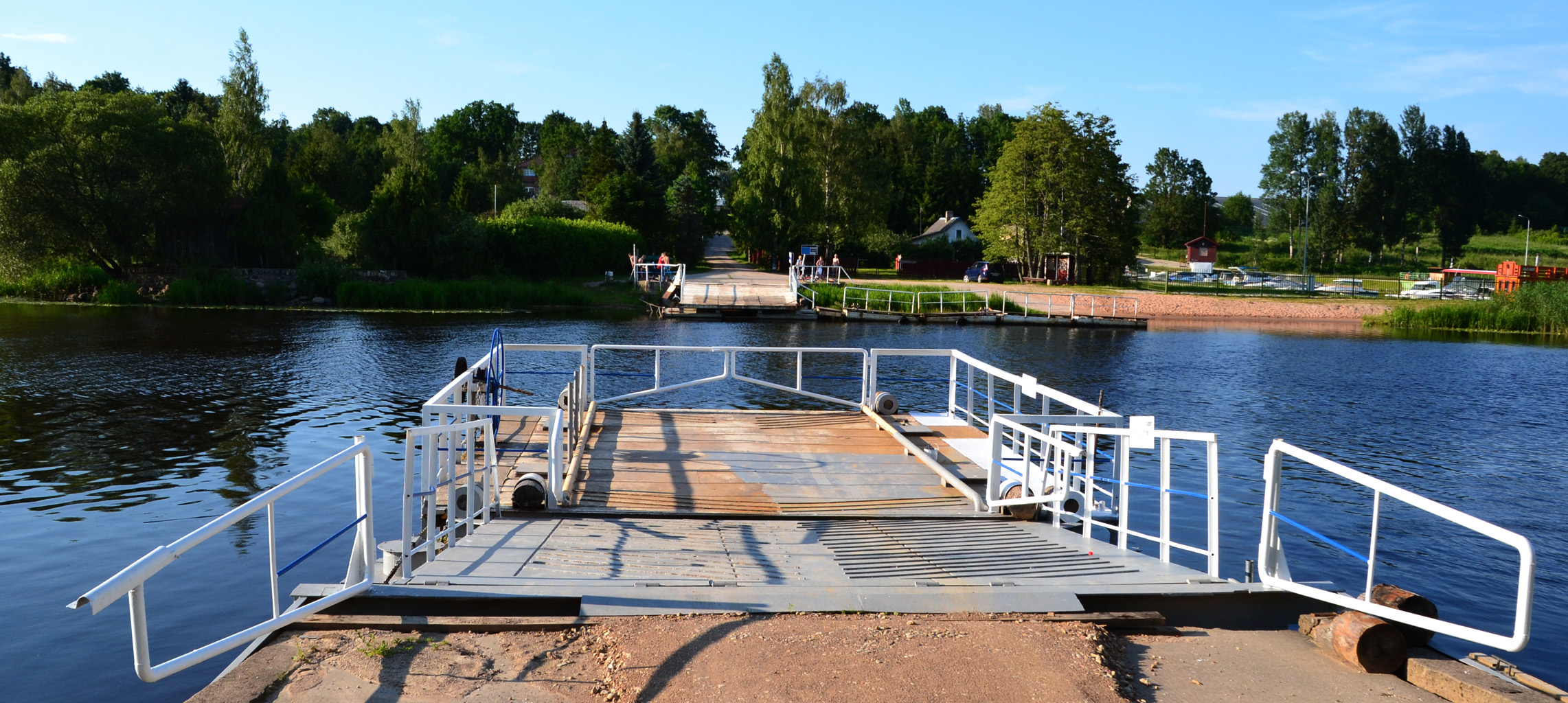
Färjan över floden Emajõgi.

Kavastu är en by i Luunja kommun i landskapet Tartumaa i sydöstra Estland. Byn ligger på vänstra (norra) sidan av floden Emajõgi, cirka 180 kilometer sydost om huvudstaden Tallinn, på en höjd av 45 meter över havet och antalet invånare är 284.
En mindre färja förbinder byn med den närliggande byn Veskimäe i Kastre kommun på andra sidan floden Emajõgi.

## Geografi
Terrängen runt Kavastu är platt. Runt Kavastu är det glesbefolkat, med 12 invånare per kvadratkilometer. Närmaste större samhälle är staden Tartu, 18,6 km väster om Kavastu. Trakten runt Kavastu består till största delen av jordbruksmark.